# Копп, Виктор Леонтьевич
Виктор Леонтьевич Копп (16 (29) сентября 1880, Ялта — 27 мая 1930) — советский дипломат, участник социал-демократического движения в России.

## Биография
Родился 16 (29) сентября 1880 года в Ялте, в мещанской семье среднего достатка. После смерти отца в 1886 году семья оказалась в трудном материальном положении. В 1888 году был взят на воспитание родственниками.
В 1898 году окончил реальное училище в Николаеве. В последнем классе училища и после его окончании участвовал в кружках радикальной интеллигенции и начал вести пропагандистскую деятельность в рабочих кружках. В это же время впервые познакомился с теоретическими работами Карла Маркса.
В 1900 году поступил в Харьковский технологический институт, но вскоре был отчислен за организацию студенческой забастовки и выслан из Харькова за участие в демонстрации 4 марта 1901 года. С этого времени стал профессиональным революционером, ведя подпольную работу сначала в Екатеринославе, где он был арестован за организацию и за речь на маёвке. Затем работал за границей, организуя доставку «Искры». Работал в качестве агента организационного комитета II съезда РСДРП.
Член РСДРП с 1903 года, меньшевик.
Участвовал в Первой мировой войне. В начале 1915 года попал в плен и оставался в Германии до осени 1918 года, когда был освобождён и включён в состав российской миссии в качестве советника по рекомендации полпреда А. А. Иоффе. Затем занимал следующие должности:
- В 1919—1921 года — уполномоченный НКИД РСФСР в Германии, уполномоченный НКВТ РСФСР в Германии[2].
- В декабре 1922 года — заместитель председателя советской делегации на Московской конференции по сокращению вооружений.
- В 1923—1925 годах — уполномоченный НКИД СССР при СНК РСФСР, член Коллегии НКИД СССР.
- В 1925—1927 годах — полномочный представитель СССР в Японии.
- В 1927—1930 годах — полномочный представитель СССР в Швеции.

Указывают, что одно время он являлся вице-президентом Русского психоаналитического общества.
Скончался 27 мая 1930 года. Похоронен ровно через год «в помещении Донского крематория».